# Haploblepharus pictus
Haploblepharus pictus é uma espécie de tubarão, pertencente à família Scyliorhinidae, endêmico das águas temperadas do sul da Namíbia e oeste da África do Sul. É de natureza bêntica e habita águas rasas e costeiras e favorece recifes rochosos e florestas de algas. Crescendo até 60 centímetros de comprimento, este tubarão pequeno e atarracado tem uma cabeça larga e achatada com um focinho arredondado e uma grande aba de pele que se estende desde as narinas até a boca. Sua coloração dorsal é extremamente variável e pode apresentar marcas alaranjadas a enegrecidas com bordas pretas e/ou manchas brancas sobre um fundo marrom claro a quase preto.
Quando ameaçado, a espécie se enrola em um anel com a cauda cobrindo os olhos, o que deu origem ao nome "shyshark". Alimenta-se principalmente de pequenos crustáceos, peixes ósseos e moluscos. A reprodução é ovípara e prossegue ao longo do ano. As fêmeas colocam duas cápsulas de ovos de cada vez, que eclodem após 6 a 10 meses. Esta espécie inofensiva é de pouca importância comercial devido ao seu pequeno tamanho. É frequentemente capturado por pescadores recreativos e perseguido como uma praga. A União Internacional para a Conservação da Natureza (UICN) listou esse tubarão como pouco preocupante, pois é comum e não parece estar substancialmente ameaçado pela pesca ou pela degradação do habitat.

## Taxonomia e filogenia
Os médicos e biólogos alemães Johannes Peter Müller e Friedrich Gustav Jakob Henle descreveram originalmente o H. pictus em Systematische Beschreibung der Plagiostomen de 1838-41, baseado em cinco espécimes capturados no Cabo da Boa Esperança e depositados no Rijksmuseum van Natuurlijke Historie em Leiden, Países Baixos. Por causa da coloração ornamentada do tubarão, deram-lhe o epíteto específico pictum do latim para "pintado". Originalmente colocado no agora obsoleto gênero Scyllium, autores subsequentes moveram esta espécie para o gênero Haploblepharus, cunhado pelo zoólogo americano Samuel Garman em 1913.
A espéce foi muitas vezes considerada a mesma que H. edwardsii até 1975, com a publicação de A.J. Bass, Jeanette D'Aubrey e a revisão de Nat Kistnasamy sobre os tubarões do sul da África. Ele continua a ser confundido com as outras três espécies de "shyshark" por causa de sua coloração extremamente variável. O nome comum "pretty happy" ("happy" refere-se ao nome do gênero Haploblepharus) foi recentemente apresentado ao público como uma alternativa facilmente lembrada aos nomes coloquiais "shyshark" e "doughnut", que podem se aplicar a várias espécies e confundiram esforços de pesquisa. A análise filogenética de 2006 de Brett Human, baseada em três genes de DNA mitocondrial, descobriu que o H. pictus e o H. fuscus são espécies irmãs, e que os dois formam o clado mais derivado dentro do gênero.

## Descrição

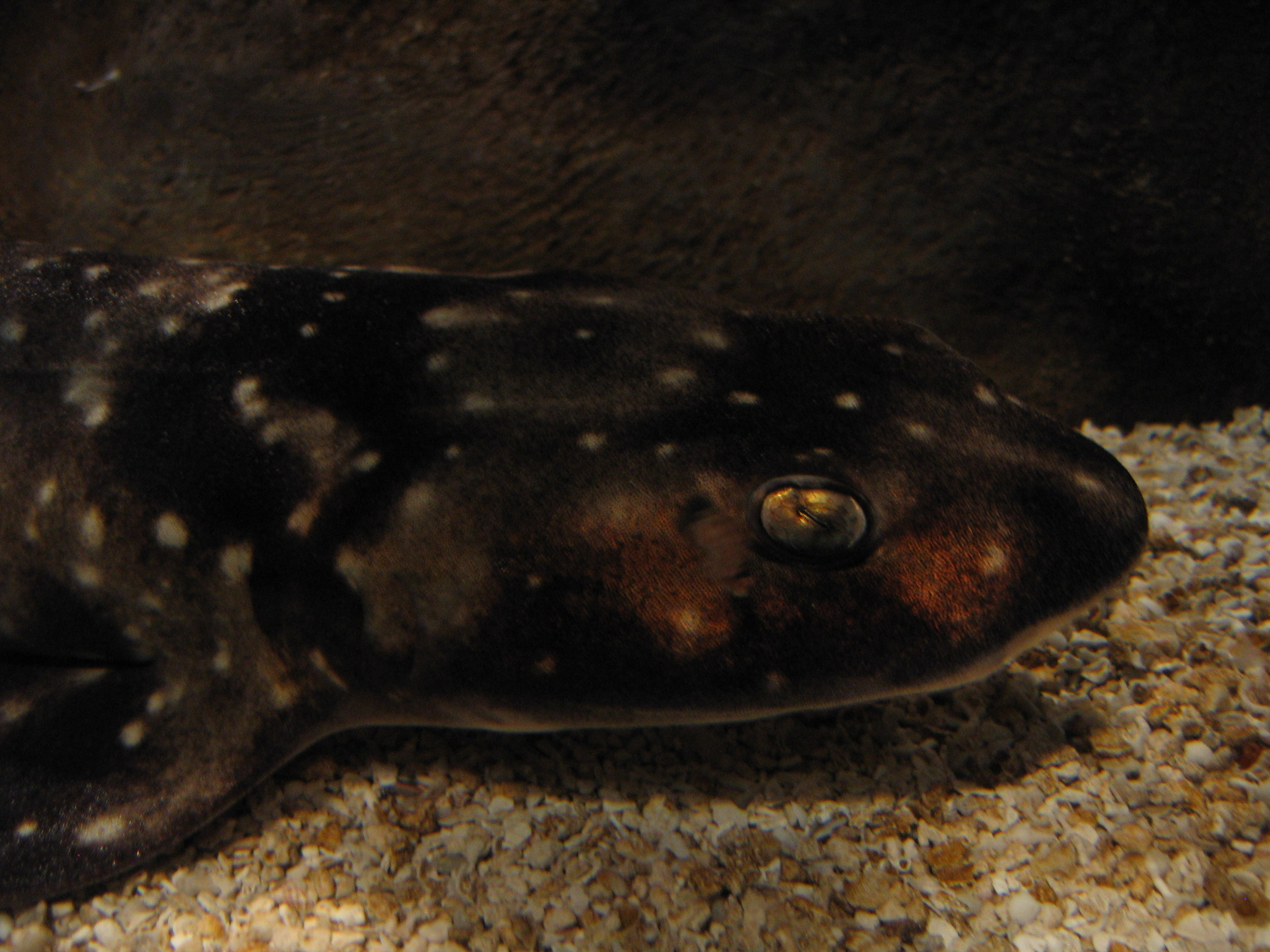
Características identificantes do H. pictus incluem sua cabeça larga e achatada, focinho amplamente arredondado e coloração ornamentada

Atingindo não mais do que 60 centímetros de comprimento, o H. pictus difere de outros "shyshark", pois é esbelto quando jovem e encorpado quando adulto. A cabeça é curta, larga e achatada, com focinho arredondado e narinas muito grandes. As bordas anteriores das narinas apresentam lóbulos de pele muito alargados, que se fundem em uma única aba que atinge a boca; a aba esconde as aberturas exalantes nasais e um par de sulcos que correm entre elas e a boca. Os olhos grandes e ovais horizontalmente são equipados com membranas nictitantes rudimentares (terceiras pálpebras protetoras) e possuem sulcos fortes embaixo. A boca é curta, mas larga e tem sulcos nos cantos que se estendem em ambas as mandíbulas. Existem 45–83 fileiras de dentes superiores e 47–75 inferiores; cada dente tem uma longa cúspide central flanqueada por um par de cúspides menores. Os cinco pares de fendas branquiais estão localizados na parte superior do corpo.
As duas barbatanas dorsais são de tamanho quase igual e localizadas na parte de trás do corpo, com a primeira originando-se no último terço das bases da barbatana pélvica e a segunda na segunda metade da base da barbatana anal. As barbatanas peitorais e pélvicas são largas e arredondadas; os machos têm cláspers robustos. As barbatanas pélvica e anal são tão grandes quanto as barbatanas dorsais. A barbatana caudal larga compreende cerca de um quinto do comprimento total do corpo e tem um entalhe forte perto da ponta do lobo superior e um lobo inferior indistinto. A pele é espessa e coberta por dentículos dérmicos em forma de ponta de flecha bem calcificados. A coloração desse tubarão é altamente variável, e indivíduos particulares podem se assemelhar a qualquer uma das outras espécies de "shyshark". A cor de fundo varia de marrom claro a avermelhado a acinzentado a quase preto acima, passando abruptamente para branco ou creme abaixo, às vezes com manchas escuras sob as barbatanas emparelhadas. Podem haver 6 a 8 marcas laranjas, marrons ou enegrecida de forma variável ao longo das costas e da cauda, com bordas mais ou menos óbvias em preto. Também pode haver manchas brancas dentro ou dentro e entre as marcas.

## Distribuição e habitat

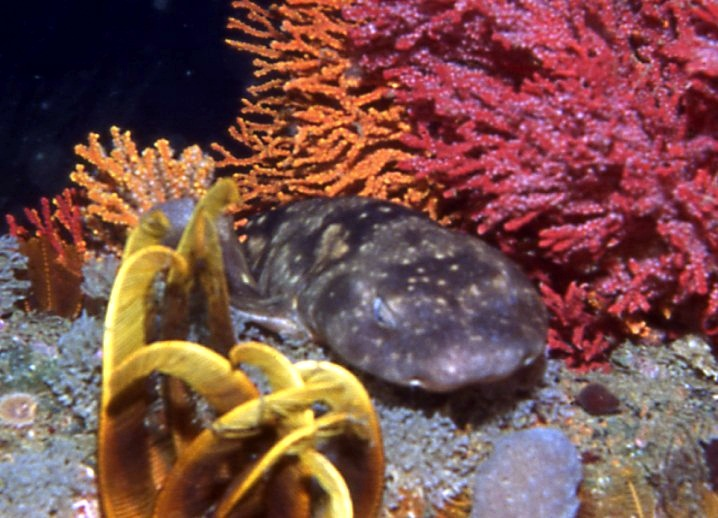
Um indivíduo de H. pictus entre corais em False Bay, África do Sul

O alcance do H. pictus é restrito às águas costeiras do sul da África, do norte de Lüderitz, no sul da Namíbia, a leste da foz do rio Storms, na província do Cabo Oriental, na África do Sul. É abundante, particularmente a oeste do Cabo das Agulhas. É uma espécie bêntica encontrada perto da costa, da zona entre-marés a uma profundidade de 35 metros. Prefere recifes rochosos e florestas de algas, mas também atravessa planícies arenosas entre trechos de habitat mais adequado. Como esse tubarão não é conhecido por viajar longas distâncias, é provável que haja diferenciação de subpopulação em partes de seu alcance.

## Biologia e ecologia
O H. pictus é um predador generalista cujas principais fontes de alimento são, em ordem decrescente de importância, pequenos crustáceos bentônicos, peixes ósseos e moluscos. Tubarões maiores consomem proporcionalmente mais crustáceos. Poliquetas e equinodermos também são ingeridos ocasionalmente, e as algas podem ser engolidas acidentalmente. Esta espécie é predada pelo cação-bruxa (Notorynchus cepedianus), e potencialmente também outros grandes peixes e mamíferos marinhos. Quando ameaçado, adota uma postura de defesa característica na qual se enrola em um anel com a cauda sobre os olhos; esse comportamento provavelmente torna o tubarão mais difícil de engolir e é a origem dos nomes comuns "shyshark" e "doughnut". Em cativeiro, os búzios Burnupena papyracea e B. lagenaria foram documentados perfurando as cápsulas de ovos desta espécie e extraindo a gema. Um parasita conhecido da espécie é o tripanossoma Trypanosoma haploblephari, que infesta o sangue.

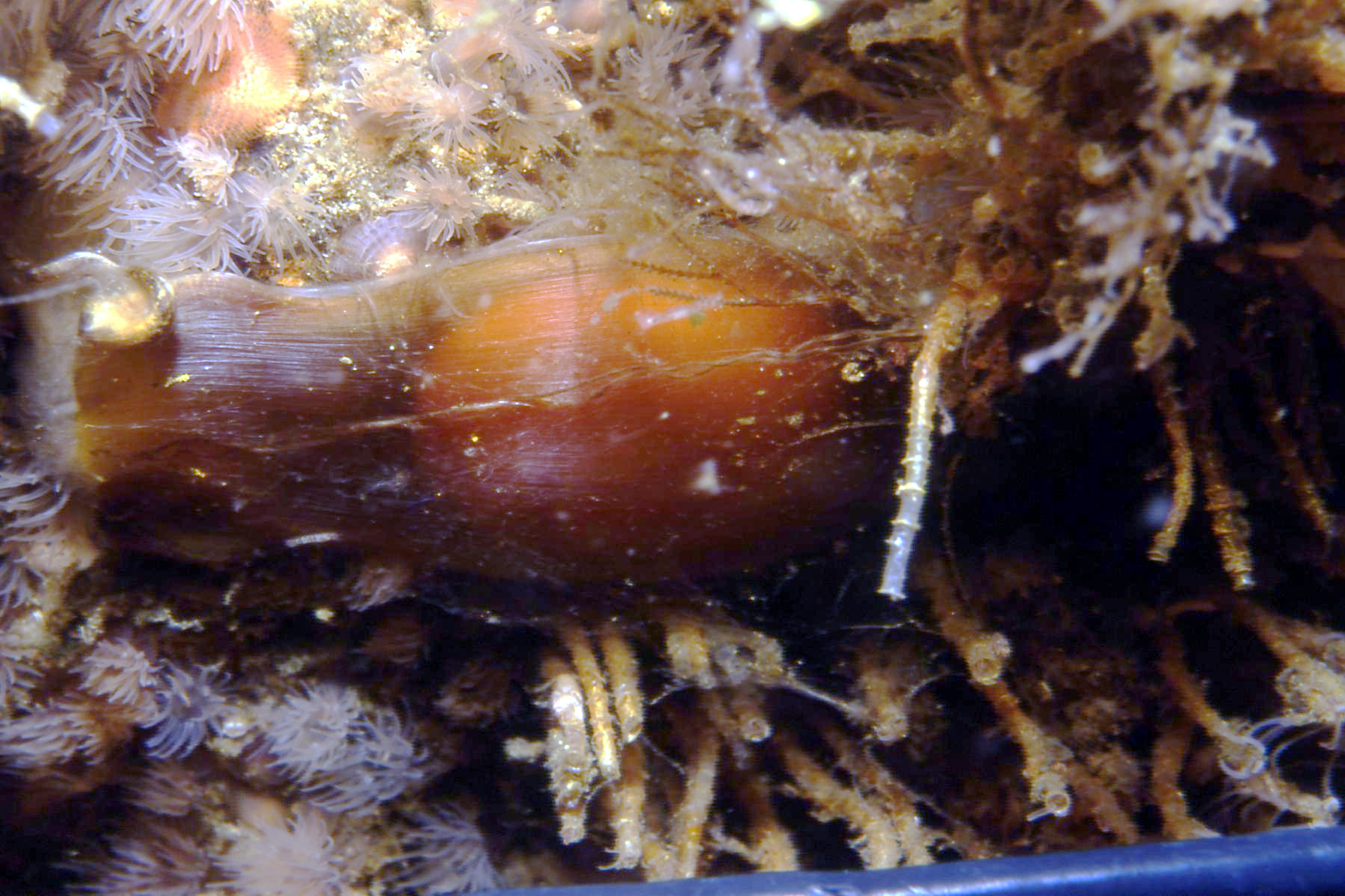
A cápsula de ovo do H. pictus é em forma de bolsa e uniformemente marrom

Como outros membros de seu gênero, o H. pictus é ovíparo; as fêmeas adultas têm um único ovário e dois ovidutos funcionais. Parece não haver uma estação reprodutiva distinta e a reprodução ocorre durante todo o ano. As fêmeas produzem dois ovos maduros de cada vez, um por oviduto. Os ovos são colocados em cápsulas em forma de bolsa medindo 5,5 centímetros de comprimento e 2,5 centímetros de diâmetro; cada cápsula é de cor âmbar a marrom escuro e possui gavinhas finas e enroladas nos quatro cantos. Em uma observação de um ovo que eclodiu após 104 dias, o embrião em desenvolvimento tinha filamentos branquiais externos até os 50 dias de idade e absorveu completamente seu saco vitelino pouco antes da eclosão. Os ovos na natureza normalmente eclodem em 6 a 10 meses, com o tubarão recém-nascido medindo 10 a 12 centímetros de comprimento. Ambos os sexos crescem aproximadamente na mesma taxa, atingindo a maturidade sexual por volta dos 15 anos de idade. Machos e fêmeas maduros variam de 40–57 centímetros e 36–60 centímetros de comprimento, respectivamente. A expectativa máxima de vida é de 25 anos.

## Interações humanas
O H. pictus não representa perigo para os seres humanos e é pequeno demais para ter importância comercial. Muitos são fisgados por pescadores esportivos que lançam da costa, que consideram o tubarão uma praga e muitas vezes o matam. Também pode ser capturado por pescadores de subsistência e em armadilhas de lagosta e redes de arrasto de fundo, embora não em quantidades substanciais. Este tubarão ocasionalmente encontra seu caminho para o comércio de aquários, embora não haja pesca direta para esse fim. Como a espécie permanece comum e não parece fortemente ameaçada pela atividade humana, foi avaliada como menos preocupante pela União Internacional para a Conservação da Natureza. Seu pequeno alcance levanta preocupações de que um aumento na pressão regional de pesca ou degradação do habitat possa afetar toda a população.